# BEING LEGEND Live Tour 2012
『BEING LEGEND Live Tour 2012』（レジェンド・オブ・ナインティーズ・ジェイロック「ライブ・ベスト・アンド・クリップス」）は、T-BOLAN、B.B.クィーンズ、FIELD OF VIEW、DEENが出演したライブDVDである。2013年4月10日発売。

## 概要
2012年11月28日に大宮ソニックシティで行われた模様を収録。但し、近藤房之助と宇徳敬子の「Good-by morning」は11月29日の同ライブで行われた映像を使用されている。

## 収録曲

### DISC1
1. 突然
2. ドキッ
3. メドレー
  1. Dreams
  2. 青い傘で
  3. この街で君と暮らしたい
  4. セピア
4. Last Good-bye
5. DAN DAN 心魅かれてく
6. 君がいたから
7. We Are B.B.クィーンズ
8. ゆめいっぱい
9. メドレー
  1. ドレミファだいじょーぶ
  2. しょげないでよBaby
  3. Love...素敵な僕ら
10. 一番先に、君が好き
11. おどるポンポコリン
12. Mi-Keメドレー [宇徳敬子]
  1. 想い出の九十九里浜
  2. ブルーライト　ヨコスカ
  3. 白い2白いサンゴ礁
13. まぶしい人 [宇徳敬子]
14. Good-by morning [近藤房之助&宇徳敬子]
15. このまま君だけを奪い去りたい
16. メドレー
  1. 瞳そらさないで
  2. 未来のために
  3. ひとりじゃない
  4. 夢であるように
  5. 翼を広げて
17. 心から君が好き～マリアージュ～
18. 未来のmemories [宇徳敬子&DEEN]

### DISC2
1. 泥だらけのエピローグ
2. じれったい愛
3. Bye For Now
4. LOVE
5. SHAKE IT
6. 傷だらけを抱きしめて
7. My life is My way
【アンコール】
8. 離したくはない
9. Heart of Gold

## 出演ミュージシャン
上記を除く
T-BOLAN（DISC2）
- 森友嵐士
- 五味孝氏
- 上野博文
- 青木和義

B.B.クィーンズ（DISC1、#7 - 11）
- 坪倉唯子
- 近藤房之助
- 宇徳敬子
- 増崎孝司

FILED OF VIEW（DISC1 #1 - 6）
- 浅岡雄也
- 新津健二
- 小橋琢人
- 安部潤

DEEN（DISC1 #15 - 17）
- 池森秀一
- 田川伸治
- 山根公路